# Chrysso nigra
Chrysso nigra là một loài nhện trong họ Theridiidae.
Loài này thuộc chi Chrysso. Chrysso nigra được Octavius Pickard-Cambridge miêu tả năm 1880.